# Galceran Albanell i Girón de Rebolledo
Galceran Albanell i Girón de Rebolledo   (Barcelona, 1561 - Madrid, 10 de maig de 1626) fou un religiós i militar català, fill de Jeroni Albanell i Almogàver.

## Biografia
Va estudiar a Salamanca i de tornada va destacar en la vida cultural de la Barcelona de principis del segle xvii. Durant un temps fou el castlà de la Suda de Tortosa. El 1612 fou escollit per a la tasca de preceptor del príncep d'Astúries. Quan ja era vidu, va iniciar la carrera sacerdotal arribant a ser abat d'Alcalá la Real i arquebisbe de Granada el 1621. Va morir deixant alguns manuscrits de temàtica històrica i política caracteritzats per una moral molt rígida i un catolicisme molt intransigent.